# کشاورزی در مالزی

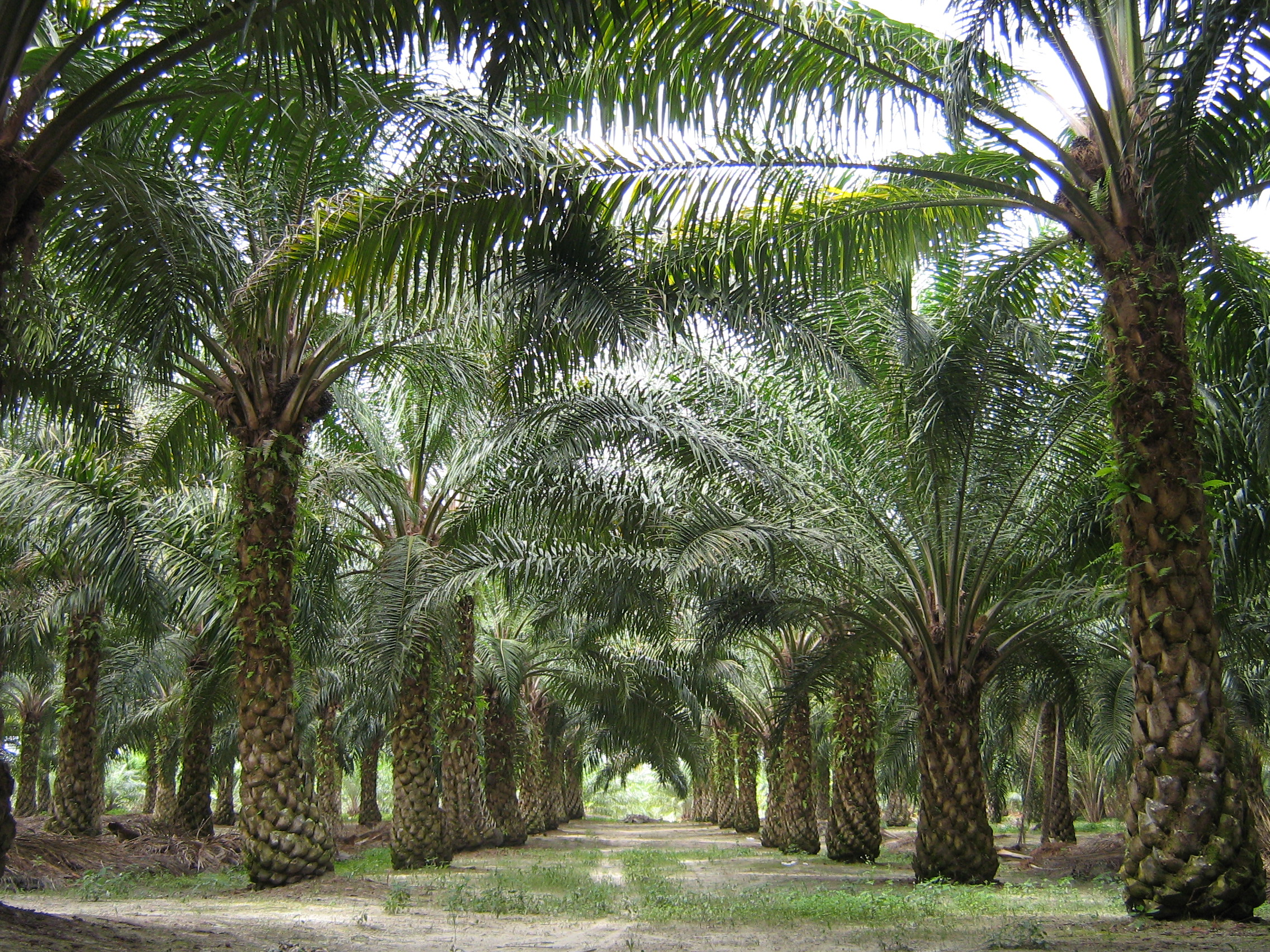
زراعت مربوط به روغن پالم یکی از دلایل قابل توجه در معضل جنگل زدایی در مالزی است.

کشاورزی در مالزی (به انگلیسی: Agriculture in Malaysia) دوازده درصد از تولید ناخالص داخلی این کشور را تشکیل می‌دهد. شانزده درصد از جمعیت مالزی به واسطه امور مربوط به کشاورزی، مشغول به کار هستند. مزارع در مقیاس بزرگ توسط بریتانیا ایجاد شد. این مزارع، فرصت را برای محصولات جدید همچون لاستیک طبیعی (۱۸۷۶)، روغن پالم (۱۹۱۷) و کاکائو (۱۹۵۰) در اختیار گذاشت. برخی از محصولات زراعی مانند موز، نارگیل، دوریان، آناناس، برنج و رامبوتان برای مصارف داخلی کشت می‌شوند.

## اقلیم
اقلیم مالزی شرایط مناسبی را برای پرورش محصولات خاص در دسترس قرار می‌دهد. این ناحیه به ندرت تحت تأثیر توفند یا خشکسالی قرار می‌گیرد. مالزی به خاطر اینکه نزدیک خط استوا واقع شده است، دارای مقدار رطوبتی در حدود نود درصد است. شرایط آب و هوایی در تمام طول سال، بسیار گرم و مرطوب است.

## اثرات تغییر اقلیم
کشاورزی بیشتر در معرض تهدید سیل و خشکسالی قرار دارد. تولید برنج ممکن است تا ۶۰ درصد کاهش یابد. سایر محصولات از جمله لاستیک طبیعی، روغن پالم و کاکائو دارای این پتانسیل هستند که تحت تأثیر این عامل قرار گیرند. احتمال خشکسالی سالانه که در حال حاضر ۴ درصد است ممکن است مقدار آن تا ۹ درصد افزایش یابد. این درصد احتمال با توجه به موقعیت مکانی متفاوت است که بیشترین درصد احتمال وقوع چنین موردی مربوط به ایالت صباح است. در حالت کلی، تغییرات بارش اثرات قابل توجه بیشتری نسبت به تغییرات دما بر کشاورزی خواهد گذاشت.
گرم شدن آب دریا و تغییر الگوی آب و هوا بر ذخایر ماهی تأثیر گذاشته و فعالیت ماهیگیری را با خطر مواجه می‌سازد. اقشار جامعه که بیشتر تحت تأثیر تغییر اقلیم قرار دارند همچون افرادی که به امور مربوط به کشاورزی، شیلات و کارهای بدنی مشغول هستند، از قشر ضعیف می‌باشند.

## تولید و مصرف برنج
برنج بخش حیاتی از رژیم غذایی روزانه مردم مالزی است. تولید برنج در مالزی بالغ بر ۱٫۹۴ میلیون تن بوده است. حتی با این مقدار بالای تولید، مالزی فقط ۸۰ درصد از میزان نیاز خود را تولید کرده و بقیه برنج مورد نیاز خود را مجبور است وارد کند. مقدار متوسط مصرف برنج هر شهروند مالزی، ۸۲٫۳ کیلوگرم در سال است. افزایش جمعیت، پژوهش بیشتر و پیشرفت فناوری را جهت افزایش تولید به منظور برآورد برنج مصرفی داخل کشور، ایجاب می‌کند.

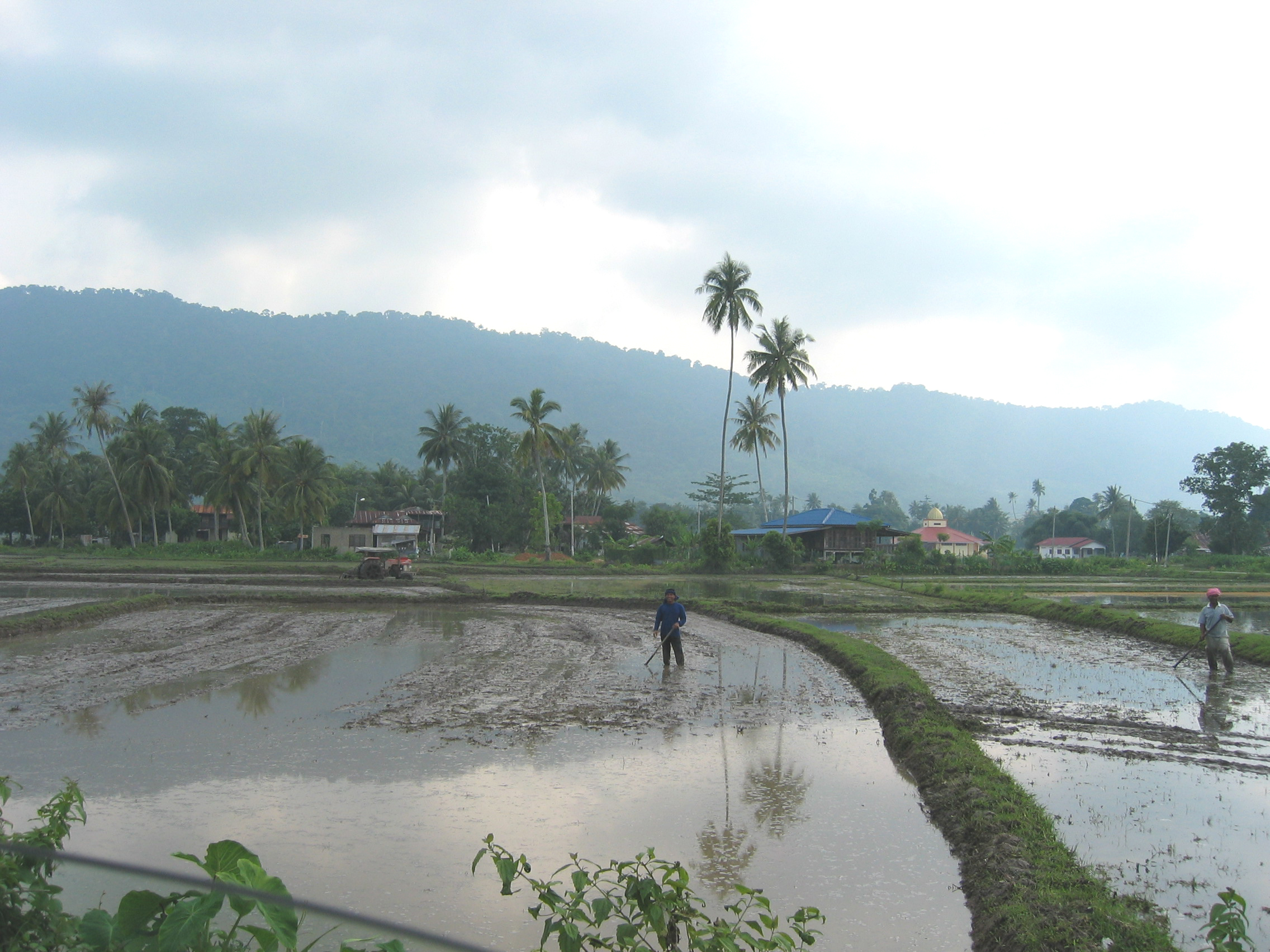
شالیزار برنج در لنکاوی

## آمار
نزدیک به بیست و چهار درصد از مساحت خشکی مالزی مختص به کشاورزی است. در حدود ۴۳٬۰۰۰ تراکتور و ماشین آلات مختلف کشاورزی وجود دارد. مالزی دارای ۷٬۶۰۵٬۰۰۰ هکتار زمین مزروعی و کشاورزی دائمی است. تولید سالانه موز در مالزی ۵۳۵٬۰۰۰ تن است. فقط حدود پنج درصد از زمین‌های زراعی مالزی تحت آبیاری قرار دارد. جدول ذیل، رابطه پیش‌بینی شده بین مصرف برنج، سطح زیر کشت و افزایش جمعیت از سال ۲۰۰۸ تا ۲۰۳۰ را نمایش داده است.
| سال  | جمعیت(×۱۰۰۰) | مصرف (تن)  | سطح زیر کشت (هکتار) |
| ---- | ------------ | ---------- | ------------------- |
| ۲۰۰۸ | ۲۷۹۵۸٫۹۵     | ۲۳۰۵۳۹۱٫۳۸ | ۶۷۴۵۴۸              |
| ۲۰۰۹ | ۲۸۶۱۴٫۳۰     | ۲۳۵۸۸۶۴٫۸۹ | ۶۷۴۵۴۸              |
| ۲۰۱۰ | ۲۹۲۸۱٫۵۴     | ۲۴۱۳۳۹۸٫۲۴ | ۶۷۴۵۴۸              |
| ۲۰۱۱ | ۲۹۹۶۱٫۰۰     | ۲۴۶۹۰۰۶٫۰۴ | ۶۷۴۵۴۸              |
| ۲۰۱۲ | ۳۰۶۵۳٫۰۴     | ۲۵۲۷۷۰۵٫۸۲ | ۶۷۴۵۴۸              |
| ۲۰۱۳ | ۳۱۳۵۸٫۰۱     | ۲۵۸۳۵۱۷٫۷۳ | ۶۷۴۵۴۸              |
| ۲۰۱۴ | ۳۲۰۷۶٫۲۷     | ۲۶۴۲۴۶۴٫۲۷ | ۶۷۴۵۴۸              |
| ۲۰۱۵ | ۳۲۸۰۸٫۲۱     | ۲۷۰۲۵۷۰٫۰۴ | ۶۷۴۵۴۸              |
| ۲۰۱۶ | ۳۳۵۵۴٫۲۱     | ۲۷۶۳۸۶۱٫۶۱ | ۶۷۴۵۴۸              |
| ۲۰۱۷ | ۳۴۳۱۴٫۶۷     | ۲۸۲۶۳۶۷٫۳۲ | ۶۷۴۵۴۸              |
| ۲۰۱۸ | ۳۵۰۹۰٫۰۱     | ۲۸۹۰۱۱۷٫۲۲ | ۶۷۴۵۴۸              |
| ۲۰۱۹ | ۳۵۸۸۰٫۶۴     | ۲۹۵۵۱۴۲٫۹۰ | ۶۷۴۵۴۸              |
| ۲۰۲۰ | ۳۶۶۸۷٫۰۱     | ۳۰۲۱۴۷۷٫۵۱ | ۶۷۴۵۴۸              |
| ۲۰۲۱ | ۳۷۵۰۹٫۵۵     | ۳۰۸۹۱۵۵٫۶۰ | ۶۷۴۵۴۸              |
| ۲۰۲۲ | ۳۸۳۴۸٫۷۳     | ۳۱۵۸۲۱۳٫۱۷ | ۶۷۴۵۴۸              |
| ۲۰۲۳ | ۳۹۲۰۵٫۰۲     | ۳۲۲۸۶۸۷٫۵۹ | ۶۷۴۵۴۸              |
| ۲۰۲۴ | ۴۰۰۷۸٫۹۰     | ۳۳۰۰۶۱۷٫۵۸ | ۶۷۴۵۴۸              |
| ۲۰۲۵ | ۴۰۹۷۰٫۸۸     | ۳۳۷۴۰۴۳٫۲۲ | ۶۷۴۵۴۸              |
| ۲۰۲۶ | ۴۱۸۸۱٫۴۷     | ۳۴۴۹۰۰۵٫۹۳ | ۶۷۴۵۴۸              |
| ۲۰۲۷ | ۴۲۸۱۱٫۲۰     | ۳۵۲۵۵۴۸٫۵۰ | ۶۷۴۵۴۸              |
| ۲۰۲۸ | ۴۳۷۶۰٫۶۱     | ۳۶۰۳۷۱۵٫۰۶ | ۶۷۴۵۴۸              |
| ۲۰۲۹ | ۴۴۷۳۰٫۲۶     | ۳۶۸۳۵۵۱٫۱۳ | ۶۷۴۵۴۸              |
| ۲۰۳۰ | ۴۵۷۲۰٫۷۲     | ۳۷۶۵۱۰۳٫۶۲ | ۶۷۴۵۴۸              |

## تولید کائوچو

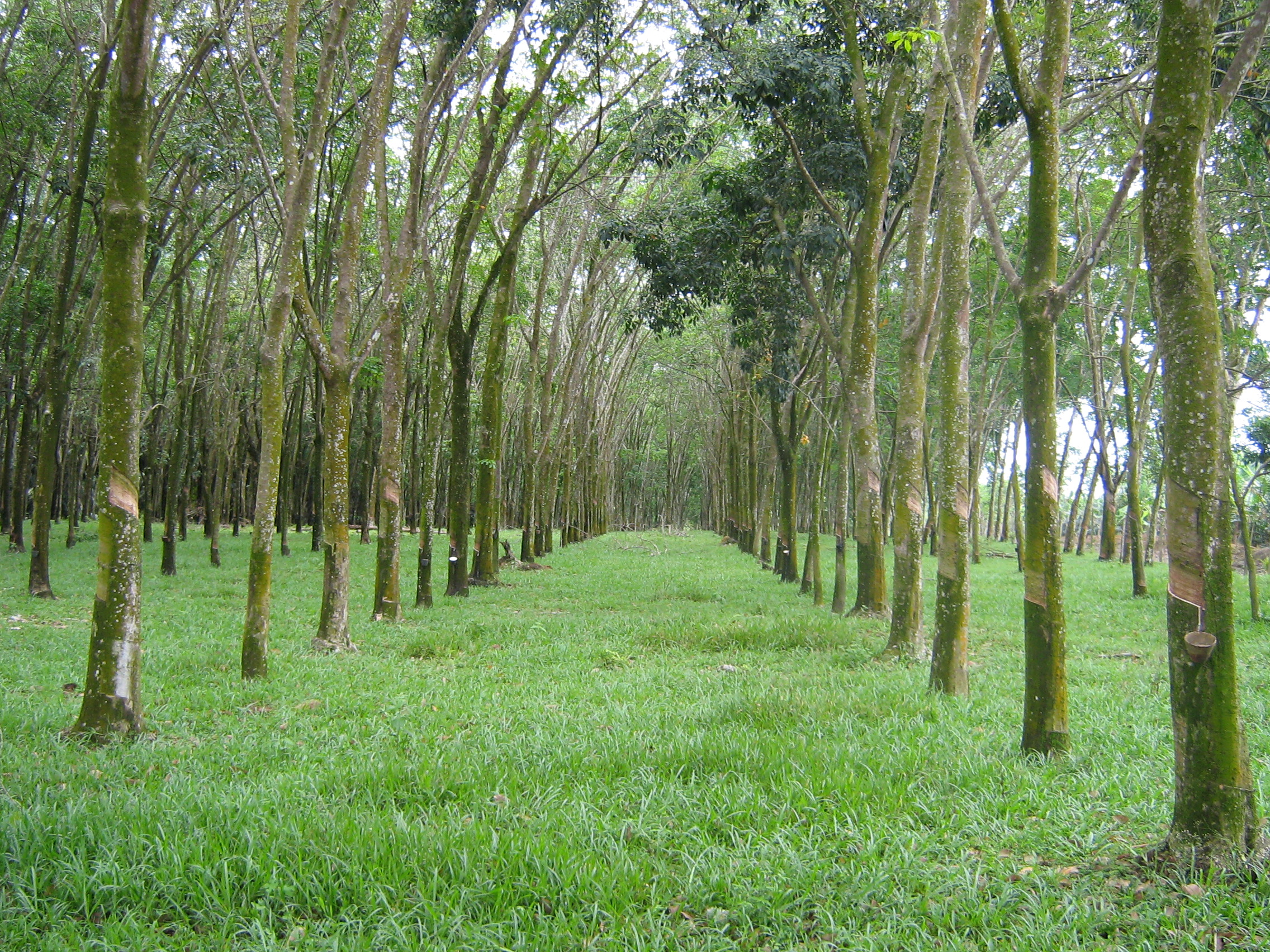
پرورش درختانی که کائوچو از آنها به دست می‌آید، مالزی

در سابق، مالزی صادرات یک سوم از کائوچو در دنیا را در اختیار داشت. با وجود کاهش تولید در بیشتر ایالت‌ها طی سالهای ۲۰۰۱ تا ۲۰۰۸، ارزش محصول روند افزایشی داشت و به ۱۱٫۲۴ میلیارد دلار رسید. با این حال، در سال ۲۰۰۹ به خاطر تغییر کاربری اراضی این محصول به درختان روغن پالم به منظور تولید فرآورده‌ای با سود بیشتر، تولید کائوچو نزدیک به شش درصد کاهش پیدا کرد.
مالزی به خاطر محصول کائوچو دارای کیفیت بالا و قیمت مناسب، اعتبار خوبی در دنیا کسب کرده است. تولیدکنندگان کائوچو در مالزی، چند محصول تهیه شده از لاتکس همچون دستکش پزشکی، قطعات خودرو، کمریند و شیلنگ را به چند کشور مانند ایالات متحده آمریکا، ژاپن، چین و تعداد زیادی از کشورهای اروپایی صادر می‌کنند.
در سال ۲۰۱۹، مالزی رتبه ششم بزرگ‌ترین تولیدکننده و صادر کننده لاستیک طبیعی را در اختیار داشت و پیشروترین تولیدکننده محصولات لاستیکی است. این کشور همچنین بزرگ‌ترین مصرف‌کننده لاستیک طبیعی و بزرگ‌ترین تولیدکننده دستکش لاستیکی در جهان است. صادرات سالانه دستکش لاستیکی مالزی در سال ۲۰۲۰، بالغ بر ۷٫۳ میلیارد دلار آمریکا (۲۹٫۸ میلیارد رینگیت مالزی) برآورد گردیده بود.

## سایر محصول‌ها
مالزی همچنین صادر کننده الوار چوبی، فلفل و تنباکو است.

## گردشگری
موارد گردشگری مربوط به کشاورزی در مالزی در ذیل آورده شده است.
- موزه کشاورزی
- موزه آناناس